# Ionactis linariifolia
Ionactis linariifolia là một loài thực vật có hoa trong họ Cúc. Loài này được (L.) Greene mô tả khoa học đầu tiên năm 1897.